# Kosovská kuchyně

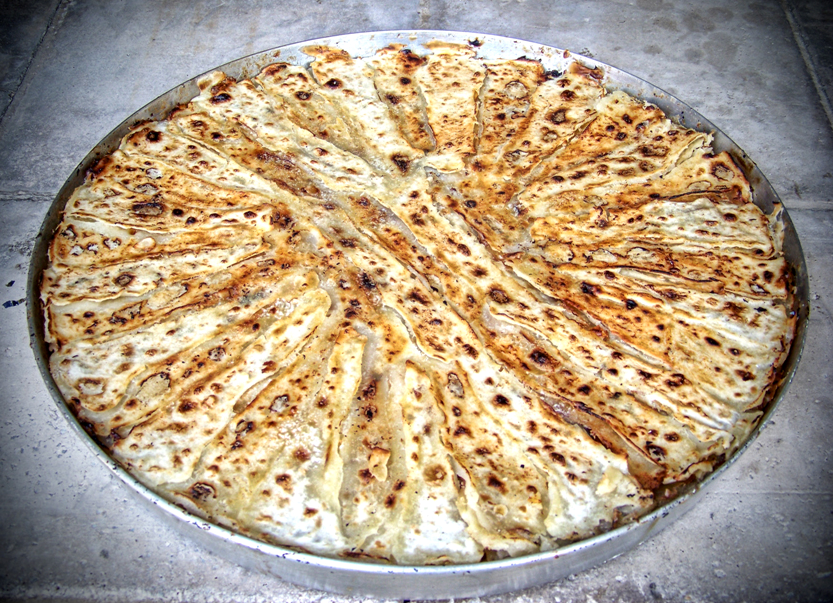
Flia

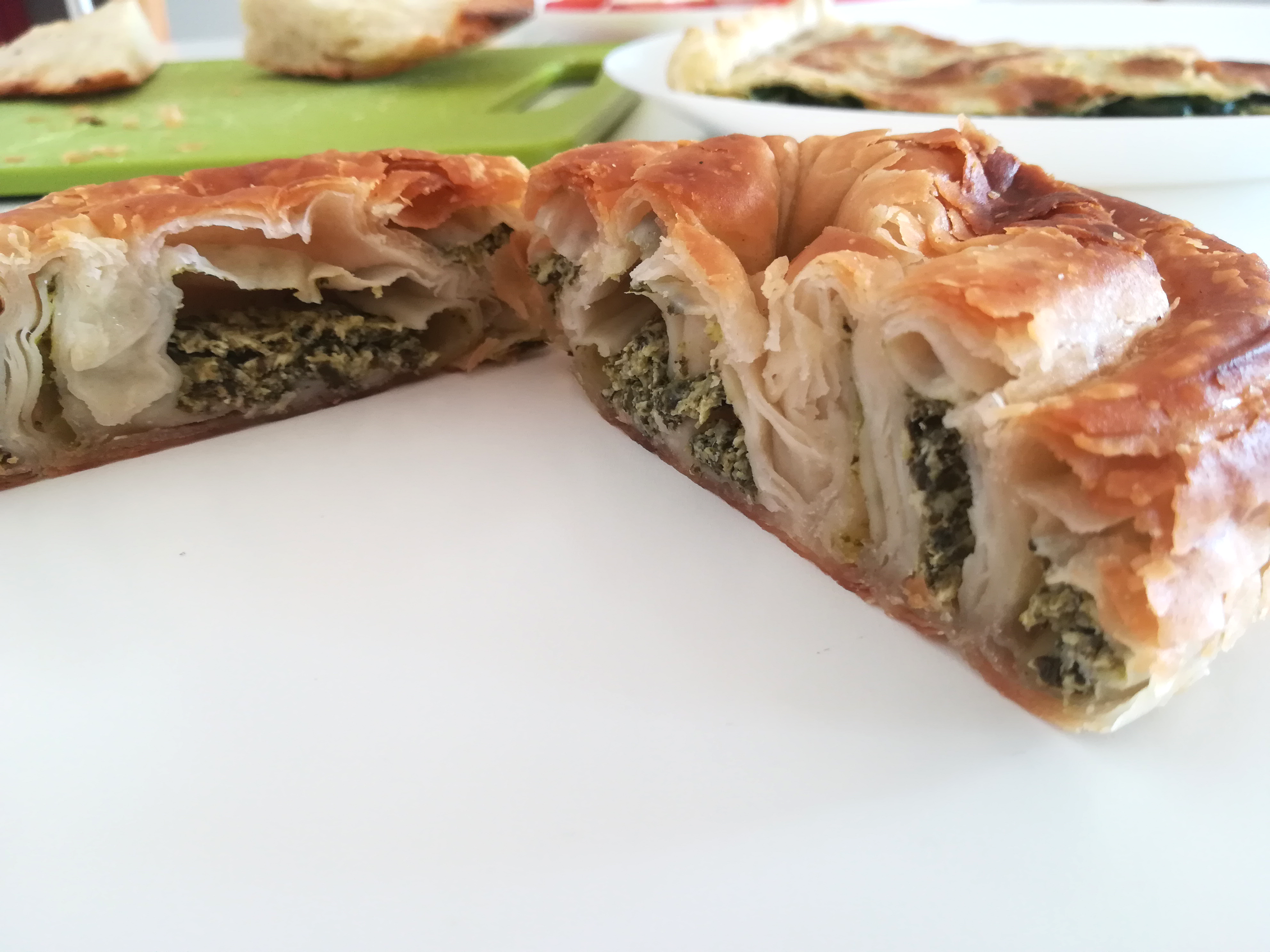
Burek

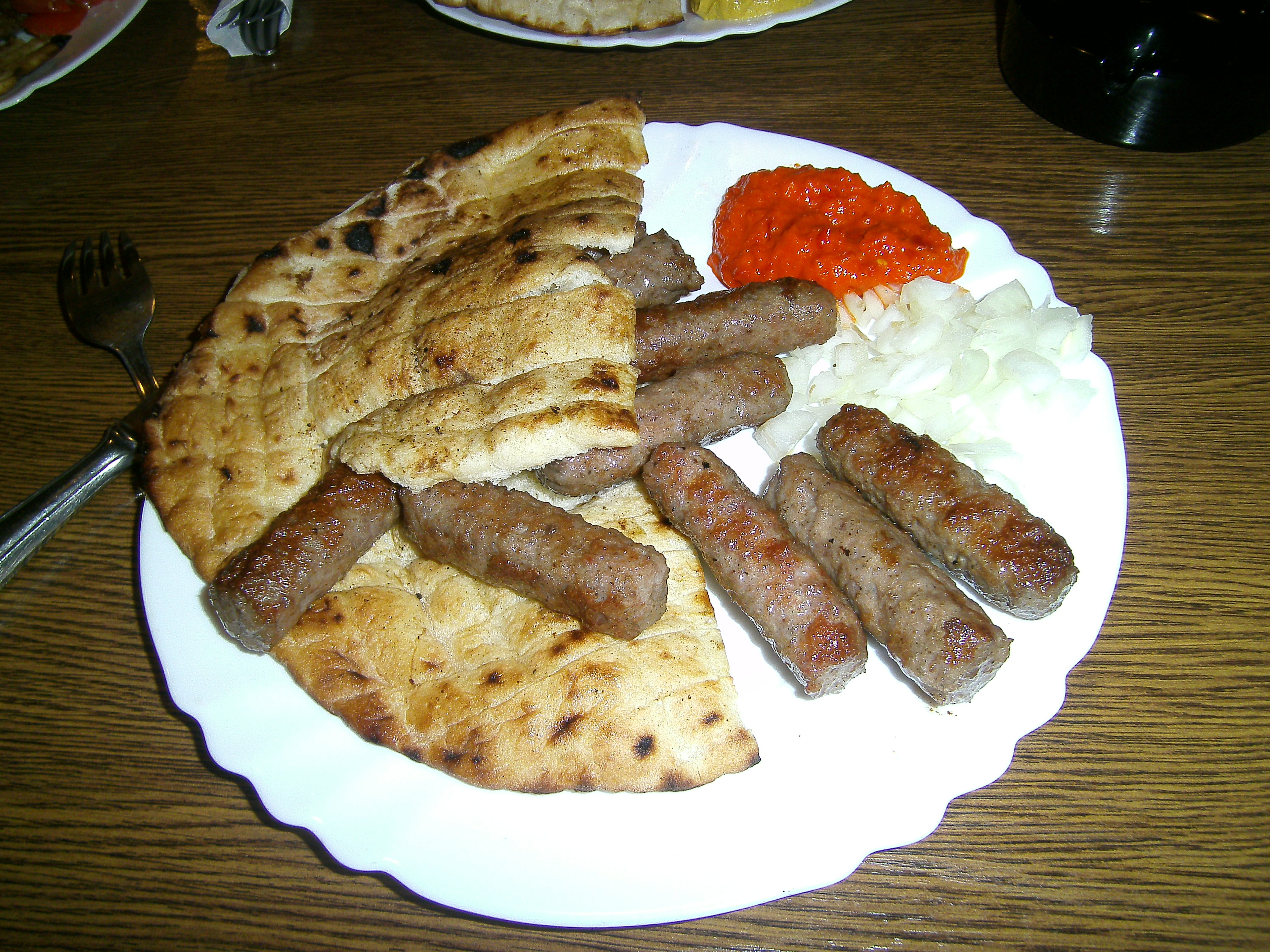
Čevabčiči a ajvar

Kosovská kuchyně (albánsky: Kuzhina Kosovare) vychází z albánských, srbských, řeckých, tureckých a dalších balkánských vlivů. Základy kosovské kuchyně jsou chléb, mléčné výrobky, maso, ovoce a zelenina.

## Příklady kosovských pokrmů
Příklady kosovských pokrmů:
- Flia, pokrm z plátů těsta spojených smetanou, národní jídlo Kosova[2]
- Ražniči, špízy
- Ajvar, papriková pasta
- Burek, zapečený pokrm z více vrstev lístkového těsta, proložených masovou nebo sýrovou náplní
- Čevabčiči, kousky mletého masa
- Sarma, plněné vinné listy
- Pljeskavica, mleté maso v housce

## Příklady kosovských nápojů
Příklady kosovských nápojů:
- Rozšířeno je vinařství
- Turecká káva
- Rakije
- Boza, sladký nápoj ze sladu
- Čaj
- Pivo
- Ajran
- Rasoj, nápoj z kysaného zelí[3]